# Кутузовское шоссе
Не путать с Кутузовским проспектом — улицей в Москве
Куту́зовское шоссе́ — улица в Москве и Московской области. Начинается в районе Крюково (Москва) на развязке с Георгиевским проспектом и улицей Радио. Заканчивается на перекрёстке с Пятницким шоссе в Солнечногорском районе Московской области.
В городской черте почти на всём протяжении состоит из шести полос (по три в каждую сторону), а к югу от Середниковской улицы сужается до четырёх полос (две в каждую сторону). Вдоль микрорайона №23 односторонний двухполосный дублёр шоссе в направлении Зеленограда. С 2018 года большая часть общественного транспорта проходит по нему.
К шоссе прилегают деревни Кутузово и Брёхово, а также ЖК "Новый Зеленоград".